# Randy Jackson (The Jacksons)
Steven Randall Jackson, detto Randy (Gary, 29 ottobre 1961), è un cantautore, polistrumentista e ballerino statunitense.
Componente della famiglia Jackson, dopo aver iniziato la carriera come membro del gruppo musicale The Jacksons nel 1975, avviò una carriera solista pubblicando un singolo nel 1978 e l'album Randy & the Gypsys nel 1989.

## Biografia
Nacque a Gary, Indiana, da Joseph e Katherine Jackson, ultimo dei fratelli maschi e penultimo di dieci. Randy aveva solo tre anni quando si formarono i The Jackson 5 e, quindi, non ne fece parte da subito. Soprannominato "Little Randy", La sua prima apparizione con il gruppo risale alla fine del 1971, in occasione di un evento di beneficenza di Natale a favore dei bambini ciechi. Dal 1972 in poi fu presente in tutte le tournée della band, soprattutto suonando le conga, ma ne entrò ufficialmente a far parte solo nel 1975.

## Carriera

### I Jacksons
Nel 1975 i Jackson 5 lasciarono la Motown Records per la Epic Records cambiando nome in "The Jacksons" per ragioni contrattuali; il fratello maggiore Jermaine scelse di rimanere con la vecchia etichetta essendosi sposato con Hazel Gordy, figlia del presidente della Motown Berry Gordy e Randy andò allora a sostituirlo. All'età di 16 anni Randy scrisse con Michael il loro singolo di maggior successo alla Epic, Shake Your Body (Down to the Ground). Come strumentista era considerato il più talentuoso dei fratelli: suonava conga, percussioni, batteria, tastiere, pianoforte, basso e chitarra. Nel 1979 partecipò all'album di Michael Off the Wall e nel 1985 al progetto USA for Africa cantando come corista in We Are the World.
Il 4 febbraio del 1980 rimase gravemente ferito in un incidente stradale a Hollywood, California (nel giugno dello stesso anno apparve sulla copertina del settimanale afroamericano Jet Magazine in un articolo dal titolo Randy Jackson cammina ancora: parla del suo futuro) ma riuscì, malgrado tutto, a partecipare nel 1981 al Triumph Tour e ai progetti successivi della band. Dopo il Victory Tour del 1984, Michael e Marlon lasciarono il gruppo. Nel 1989 registrò un ultimo album coi restanti fratelli Jackie, Tito e Jermaine, intitolato 2300 Jackson Street, dopodiché, nel 1990, i Jacksons si sciolsero e ciascuno continuò la propria carriera individualmente.

### Randy & the Gypsys e altri progetti
Dopo la separazione dai fratelli il cantante decise di formare una propria band, la Randy & the Gypsys. Questa, però, pubblicò un solo album e cessò presto la propria attività. Lo stesso anno fondò con l'ex bassista degli Iron Butterfly, Philip Taylor Kramer, la società Total Multimedia Inc. per sviluppare tecniche di compressione dati per CD-ROM.
Nel 1996 fondò anche un'etichetta discografica assieme ad alcuni familiari, la Modern Records, ma la società dichiarò bancarotta nel 1998 e un giudice federale emise un mandato d'arresto nei suoi confronti nel 1999 per non avere ceduto i suoi quasi 12 milioni di azioni.
Partecipò alla reunion dei Jacksons il 7 e il 10 settembre 2001 al Madison Square Garden di New York per celebrare i trenta anni di carriera solista di Michael, la Michael Jackson: 30th Anniversary Celebration.
Nel 2005 aiutò il fratello Michael a risolvere i suoi guai giudiziari presentandogli l'avvocato Thomas Mesereau, che gli permise di essere assolto da tutte le accuse.
Il 25 giugno del 2009 il fratello maggiore Michael morì di un arresto cardiaco e Randy, assieme ai fratelli rimasti, registrò i cori della prima canzone postuma di Michael, intitolata This Is It e pubblicata nell'ottobre dello stesso anno.
Negli anni Duemiladieci è divenuto partner dell'etichetta Rhythm Nation Records della sorella Janet.
Nel 2018 Randy e Jackson hanno annunciato che la Rhythm Nation Records ha stretto accordi con l'etichetta discografica indipendente Cinq Music.

## Vita privata
Negli anni Ottanta Jackson ebbe una relazione con Bernadette Robi, ex moglie di Lynn Swann. Il cantante usò violenza nei confronti della compagna, cosicché Swann cercò rifugio a casa della sua amica Tina Turner (Swann in precedenza era stata fidanzata con il figlio della Turner). La Turner sparò a Jackson dopo che egli si era introdotto nella sua casa per vedere la Swann. La Turner decise di non denunciarlo per evitare un'eccessiva attenzione da parte della stampa.
Nel 1986 Jackson incontrò Alejandra Genevieve Oaziaza. Rimasero insieme per anni ed ebbero due figli:
- Genevieve Katherine Jackson (nata il 3 dicembre 1989);
- Steven Randall Jackson Jr. (nato il 2 ottobre 1992).

Nell'agosto 1989 il cantante si sposò con Eliza Shaffy; divorziarono poi nel 1992. Insieme ebbero una figlia:
- Stevanna Jackson (nata il 17 giugno 1990).

Alejandra nel 1995 sposò Jermaine Jackson, fratello maggiore di Randy, e poi divorziò anche da lui nel 2003.

### Fratelli
In ordine dal più grande al più piccolo:
1. Rebbie Jackson
2. Jackie Jackson
3. Tito Jackson
4. Jermaine Jackson
5. La Toya Jackson
6. Marlon Jackson
7. Brandon Jackson (morto poco tempo dopo il parto)
8. Michael Jackson
9. Janet Jackson

## Problemi legali

### Violenza domestica
A gennaio 1991 Jackson fu denunciato per aver picchiato sua moglie Eliza Shaffy e sua figlia di 14 mesi Steveanna Jackson. Il tribunale lo condannò a due anni di libertà vigilata e a seguire un programma di riabilitazione sulla violenza domestica, ma Jackson non lo rispettò. A novembre 1991 il cantante fu arrestato dopo che Shaffy ebbe telefonato alla polizia per segnalare che le violenze non erano ancora finite. Come conseguenza Jackson fu obbligato a un ricovero di 30 giorni in un ospedale psichiatrico, il Pine Grove Hospital a Canoga Park. Fu anche obbligato a rispettare il rimanente periodo di libertà vigilata e a seguire un programma riabilitativo sulla violenza domestica della durata di un anno. Delusa dal fatto che al marito non fosse stata data la galera, Shaffy chiese il divorzio.

### Bancarotta
Jackson dichiarò la bancarotta nel 1996. Gli fu imposto dal tribunale di cedere le sue quote nella Modern Records Inc. A maggio 1998 fu emesso un ordine di arresto cautelare dopo che il cantante aveva omesso di ottemperare l'ordinanza. Nel 2001 Randy ammise di essere colpevole di bancarotta fraudolenta non avendo menzionato tutti i movimenti dei capitali della sua società.

### Contrasti con i fratelli
Secondo un libro scritto da due ex guardie del corpo del fratello Michael, Bill Whitfield e Javon Beard, quando nel 2008 Michael viveva a Las Vegas Randy avrebbe sfondato con la sua auto il cancello della villa del fratello urlando: «Michael mi deve dei soldi! Non me ne vado senza i miei cazzo di soldi!», tanto che Whitfied sarebbe stato costretto a puntargli la pistola contro. Secondo altre ricostruzioni Randy voleva invece solo andare a trovarlo essendo preoccupato per le foto apparse nei media, che lo mostravano in pigiama su di una sedia a rotelle, ma le guardie gli avrebbero impedito di entrare.
Le tensioni in quel periodo erano spesso alte in famiglia, ma Randy si trovò ancor più in contrasto dopo la morte del fratello: tra il 2009 e il 2010, quando Jackie, Tito, Jermaine e Marlon parteciparono al reality show The Jacksons: A Family Dynasty, Randy rifiutò di prendervi parte affermando di ritenere che la famiglia avrebbe dovuto piuttosto concentrare la propria attenzione sul processo contro il dottor Conrad Murray. Per lo stesso motivo nel 2011, congiuntamente alla sorella Janet e a Jermaine, declinò l'invito ad un concerto-tributo per il fratello defunto in Galles.

### Sostentamento dei figli
A gennaio 2012 Jackson sporse una denuncia contro la ex compagna Alejandra Oaziaza contestando di doverle elargire 500.000 dollari per il sostentamento dei figli. Il cantante protestava che la questione relativa alla paternità era già stata risolta nel 1993. La sua assenza ai procedimenti sulla paternità, però, portarono automaticamente a un giudizio a favore di Oaziaza.

### Tentata invalidazione testamento del fratello Michael e custodia dei figli dello stesso
Nel 2012 scoppiò una nuova faida familiare: Randy fece pressioni affinché gli esecutori testamentari di suo fratello Michael, ovvero John Branca e John McClain, abbandonassero il loro incarico e invalidassero il documento, cosa che fece infuriare la madre Katherine.
Successivamente fu anche coinvolto, insieme ai fratelli Jermaine e Janet, in un'altra controversia: i tre tentarono di portare i figli di Michael con sé in Arizona, dove sembrava che Katherine fosse stata condotta e trattenuta contro la sua volontà; materiale sull'episodio sembrava mostrare i fratelli prendere d'assalto la casa e Janet cercare di afferrare il telefono di uno dei bambini, Paris. 
Come conseguenza Katherine perse la custodia dei nipoti per il sospetto che "non avesse la possibilità di ricoprire la funzione di tutrice a causa di terzi". 
Infine, però, la custodia le fu riassegnata.

### Presunto sequestro della sorella Janet
Nel 2018 persone vicine alla famiglia Jackson sostennero che Randy stesse facendo pressioni sulla sorella Janet affinché lasciasse il marito Wissam Al Mana e che ne stesse controllando ogni mossa. Janet, in una circostanza, avrebbe addirittura chiamato la polizia per informarla di essere sequestrata in casa dal fratello e di preoccuparsi per la sicurezza del figlio Eissa di 1 anno, non potendolo raggiungere, perché quest'ultimo si sarebbe trovato in un hotel con Al Mana, che spesso avrebbe avuto comportamenti aggressivi. In una intervista all'Entertainment Tonight, invece, Randy raccontò che la sorella aveva chiamato i soccorsi dopo che la tata del bimbo le aveva segnalato i comportamenti del marito, che avrebbe anche usato alcune droghe di fronte al bambino. Il cantante spiegò ai media che «La mia famiglia ha deciso di non restare più seduta senza far niente quando uno di noi attraversa una crisi. Siamo stati scoraggiati dal non prendere una posizione proattiva con Michael e fare cose per prenderci cura di lui. Ci siamo sentiti molto negligenti in passato e ora, ogni volta che ci sono segni di problemi, vogliamo essere coinvolti.»
Secondo alcuni giornalisti Randy avrebbe in realtà orchestrato uno stratagemma per far ottenere a sua sorella Janet l'affidamento del figlio in vista di un imminente divorzio.

## Discografia

### Come solista

#### Singoli
| Titolo                                                           | Anno |
| ---------------------------------------------------------------- | ---- |
| How Can I Be Sure / Love Song for Kids (featuring Janet Jackson) | 1978 |

### Con i Randy and the Gypsys

#### Album
| Titolo             | Dati album                                                                     |
| ------------------ | ------------------------------------------------------------------------------ |
| Randy & the Gypsys | - Pubblicazione: 4 ottobre 1989 - Formati: LP, CD, MC - Etichetta: A&M Records |

#### Singoli
| Titolo            | Anno | Album              |
| ----------------- | ---- | ------------------ |
| Perpetrators      | 1989 | Randy & the Gypsys |
| Not Because of Me | 1989 | Randy & the Gypsys |
| Love You Honey    | 1989 | Randy & the Gypsys |

#### Altre partecipazioni
- 1985 - We Are the World (corista)
- 2009 - This Is It (corista)